# Madame X (film, 1929)
Pour les articles homonymes, voir Madame X.

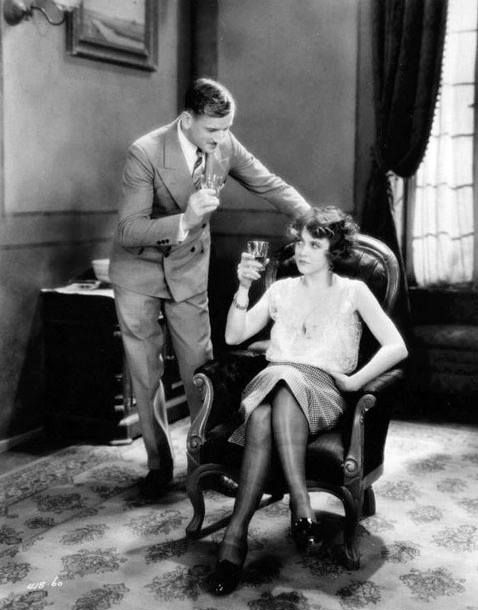
Photographie promotionnelle du film Madame X, avec Ullrich Haupt et Ruth Chatterton.

Madame X est un film américain réalisé par Lionel Barrymore, sorti en 1929.

## Synopsis
Une femme a épousé un fils de famille riche et respecté, dont elle a un fils. Après s'être compromise, elle est forcée de quitter son foyer, pour protéger la réputation de la famille et l'avenir de son fils. Elle part alors dans une longue dérive d'alcool et de déception. Des années plus tard, son fils a grandi, il est désormais avocat. Par un enchaînement de circonstance, il en vient, à son insu, à défendre sa mère accusée de meurtre.

## Fiche technique
- Titre : Madame X
- Réalisation : Lionel Barrymore
- Scénario : Willard Mack d'après la pièce d'Alexandre Bisson
- Société de production : Metro-Goldwyn-Mayer
- Photographie : Arthur Reed
- Montage : William S. Gray
- Musique : William Axt, Sam Wineland
- Direction artistique : Cedric Gibbons
- Pays de production : États-Unis
- Format : Noir et blanc - Mono
- Genre : Drame
- Durée : 95 minutes
- Date de sortie : 1929

## Distribution
- Ruth Chatterton : Jacqueline Floriot
- Lewis Stone : Louis Floriot
- Raymond Hackett : Raymond Floriot
- Holmes Herbert : Noel
- Eugenie Besserer : Rose, la domestique des Floriot
- Mitchell Lewis : Colonel Hanby
- Sidney Toler : Dr Merivel
- Richard Carle : Perissard
- Claude King : Valmorin
- Ullrich Haupt Sr. : Laroque

Acteurs non crédités :
- Henry Armetta : Le propriétaire de l'hôtel
- Dickie Moore : Un enfant regardant les marionnettes